# Други шлески рат
Други шлески рат је трајао током 1744. године. Фридрих Велики је напао Аустрију и захтјевао је Чешку. У својим намјерама није успео али захваљујући притиску пруског савезника Француске на аустријског савезника Велику Британију, дошло је до компромиса, којим је мир обновљен, а Пруској остављена већина Шлеске.

## Срби у Другом шлеском рату
Велика сеоба Срба имала је за последицу да се велики број Срба нашао на територији Аустрије, пошто су били познати као храбри ратници, и прекаљени борци краљица Марија Терезија је одлучила да их искористи за рат против Пруске. Упркос исказаној храбрости и ратним подвизима након рата су српске заслуге заборављене, а српски захтјеви изиграни.
Инспирисан узалудним страдањем Срба у овом рату Милош Црњански је написао књигу Сеобе.